# Partido Popular de Canarias
El Partido Popular de Canarias (PP de Canarias) es la agrupación autonómica en Canarias del Partido Popular. Fue fundado en 1989, coincidiendo con la refundación del PP. Ha participado en el Gobierno de Canarias en múltiples ocasiones en coalición con Coalición Canaria, pero nunca lo ha presidido. Desde 2021, el PP de Canarias está presidido por Manuel Domínguez, quien ha ostentado varios cargos políticos en Canarias. Fue alcalde de Los Realejos entre 2011 y 2022, y en la actualidad, es vicepresidente y Consejero de Economía del Gobierno de Canarias desde julio de 2023.
En las últimas elecciones generales de julio de 2023, el Partido Popular obtuvo seis diputados al Congreso, con unos 309.509 votos, lo que representa el 30,44% del total. 
Su organización juvenil, Nuevas Generaciones de Canarias, está liderada por Miriam Vega Falcón desde el 16 de marzo de 2024 y es el colectivo político-juvenil más numeroso de Canarias.

## Presidentes del PP de Canarias
| Nombre                               | Fecha de inicio | Fecha de final |
| ------------------------------------ | --------------- | -------------- |
| Ángel Isidro Guimerá Gil             | 1989            | 1991           |
| José Miguel Bravo de Laguna Bermúdez | 1991            | 1999           |
| José Manuel Soria López              | 1999            | 2015           |
| Asier Antona Gómez                   | 2015            | 2019           |
| María Australia Navarro de Paz       | 2019            | 2022           |
| Manuel Domínguez González            | 2022            | en el cargo    |

## Resultados electorales

### Elecciones al Parlamento de Canarias
| Elecciones | Candidato                   | Votos   | % de votos | Escaños | Posición  | Variación   | Gobierno                     |
| ---------- | --------------------------- | ------- | ---------- | ------- | --------- | ----------- | ---------------------------- |
| 1983*      | Francisco Marcos Hernández  | 164.138 | 29,64%     | 17/60   | 2º        | 17          | Oposición                    |
| 1987*      | Paulino Montesdeoca Sánchez | 74.767  | 11,25%     | 6/60    | 4º        | 11          | Coalición con AIC y CDS      |
| 1991       | Fernando Fernández Martín   | 89.251  | 12,93%     | 6/60    | 4º        | Sin cambios | Oposición                    |
| 1995       | José Miguel Bravo de Laguna | 247.609 | 31,42%     | 18/60   | 2º        | 12          | Oposición (1995-1996)        |
| 1995       | José Miguel Bravo de Laguna | 247.609 | 31,42%     | 18/60   | 2º        | 12          | Coalición con CC (1996-1999) |
| 1999       | José Miguel Bravo de Laguna | 225.316 | 27,55%     | 15/60   | 2º** (3º) | 3           | Coalición con CC (1999-2002) |
| 1999       | José Miguel Bravo de Laguna | 225.316 | 27,55%     | 15/60   | 2º** (3º) | 3           | Oposición (2002-2003)        |
| 2003       | José Manuel Soria           | 283.186 | 31,00%     | 17/60   | 2º        | 2           | Coalición con CC (2003-2005) |
| 2003       | José Manuel Soria           | 283.186 | 31,00%     | 17/60   | 2º        | 2           | Oposición (2005-2007)        |
| 2007       | José Manuel Soria           | 224.883 | 24,38%     | 15/60   | 2º** (3º) | 2           | Coalición con CC (2007-2010) |
| 2007       | José Manuel Soria           | 224.883 | 24,38%     | 15/60   | 2º** (3º) | 2           | Oposición (2010-2011)        |
| 2011       | José Manuel Soria           | 288.807 | 32,02%     | 21/60   | 1º        | 6           | Oposición                    |
| 2015       | Australia Navarro           | 170.129 | 18,26%     | 12/60   | 2º** (3º) | 9           | Oposición                    |
| 2019       | Asier Antona Gómez          | 135.573 | 15,18%     | 11/70   | 3º        | 1           | Oposición                    |
| 2023       | Manuel Domínguez González   | 178.604 | 20,27%     | 15/70   | 3º        | 4           | Coalición con CC             |

(*) En 1983 y 1987 se presentó como AP-PDP-PL
(**) En los comicios con esta marca, quedó segunda fuerza en votos pero no en escaños. En 2007, quedó como segunda fuerza en votos puesto que AHI se presentó por separado y no unido a Coalición Canaria. Al sumar sus votos, el PP quedaría desplazado a la tercera posición. 

### Elecciones generales
| Elecciones y fecha                                  | Votos   | %     | Diputados | Variación   | Posición |
| --------------------------------------------------- | ------- | ----- | --------- | ----------- | -------- |
| Elecciones generales de España de 1989              | 130.043 | 19,39 | 3/14      | 3           | 2º       |
| Elecciones generales de España de 1993              | 274.666 | 33,93 | 5/14      | 2           | 1º       |
| Elecciones generales de España de 1996              | 330.513 | 37,62 | 5/14      | Sin cambios | 1º       |
| Elecciones generales de España de 2000              | 351.110 | 41,81 | 7/14      | 2           | 1º       |
| Elecciones generales de España de 2004              | 342.672 | 35,44 | 6/15      | 1           | 1º       |
| Elecciones generales de España de 2008              | 349.568 | 39,70 | 6/15      | Sin cambios | 2º       |
| Elecciones generales de España de 2011              | 446.118 | 47,97 | 9/15      | 3           | 1º       |
| Elecciones generales de España de 2015              | 283.575 | 28,53 | 5/15      | 4           | 1°       |
| Elecciones generales de España de 2016              | 333.445 | 34,05 | 6/15      | 1           | 1°       |
| Elecciones generales de España de abril de 2019     | 164.804 | 15,53 | 3/15      | 3           | 3°       |
| Elecciones generales de España de noviembre de 2019 | 196.809 | 20,77 | 4/15      | 1           | 2°       |
| Elecciones generales de España de 2023              | 309.509 | 30,44 | 6/15      | 2           | 2º       |

### Alcaldías
En la siguiente lista se excluyen los municipios en los que el Partido Popular gobierna pero no preside la alcaldía de dicho municipio. Por ejemplo, en Santa Cruz de Tenerife, donde tiene un gobierno conjunto con Coalición Canaria, el alcalde no es del Partido Popular, sino nacionalista. En total, el PP de Canarias gobierna en 17 de los 88 municipios de Canarias, destacando en municipios como Arrecife (capital de Lanzarote), Santa Cruz de La Palma (capital de La Palma), Los Realejos (Tenerife) y San Bartolomé de Tirajana (Gran Canaria).
| Isla         | Municipio                 | Votos | %     | Concejales | Posición | Alcalde/alcaldesa               | Tipo de gobierno                                                                                             |
| ------------ | ------------------------- | ----- | ----- | ---------- | -------- | ------------------------------- | --- |
| Gran Canaria | Agaete                    | 1516  | 42,16 | 6/13       | 1º       | María del Carmen Rosario Godoy  | Con el apoyo de una concejal no adscrita                                                                     |
| Gran Canaria | Artenara                  | 395   | 50,00 | 5/9        | 1º       | Jesús Díaz Luján                | Mayoría absoluta                                                                                             |
| Gran Canaria | La Aldea de San Nicolás   | 860   | 18,83 | 3/13       | 3º       | Víctor Juan Hernández Rodríguez | Con el apoyo del NC, gobernará solo durante el primer bienio de legislatura                                  |
| Gran Canaria | Moya                      | 2941  | 64,85 | 10/13      | 1º       | Raúl Afonso Suárez              | Mayoría absoluta                                                                                             |
| Gran Canaria | San Bartolomé de Tirajana | 5363  | 26,42 | 7/25       | 1º       | Marco Aurelio Pérez Sánchez     | En confluencia con la Agrupación de Vecinos de San Bartolomé de Tirajana y con el apoyo de Coalición Canaria |
| Gran Canaria | Teror                     | 2084  | 28,57 | 6/17       | 2º       | Sergio Nuez Ramos               | Con el apoyo del PSOE, gobernará solo durante el primer bienio de legislatura                                |
| Gran Canaria | Valleseco                 | 1729  | 70,05 | 8/11       | 1º       | José Luis Rodríguez Quintana    | Mayoría absoluta                                                                                             |
| Tenerife     | Arona                     | 3482  | 16,75 | 5/25       | 2º       | Fátima Lemes Reverón            | Con el apoyo de Coalición Canaria y Más por Arona                                                            |
| Tenerife     | Güímar                    | 4192  | 39,73 | 9/21       | 1º       | Carmen Luisa Castro Dorta       | Con el apoyo de tres concejales no adscritos                                                                 |
| Tenerife     | Los Realejos              | 12835 | 61,32 | 15/21      | 1º       | Adolfo González Pérez-Siverio   | Mayoría absoluta                                                                                             |
| Tenerife     | Puerto de la Cruz         | 4062  | 29,11 | 7/21       | 2º       | Leopoldo Afonso Hernández       | Con el apoyo de Coalición Canaria y Asamblea Ciudadana Portuense                                             |
| Tenerife     | Santiago del Teide        | 2470  | 68,38 | 13/17      | 1º       | Emilio José Navarro Castanedo   | Mayoría absoluta                                                                                             |
| La Palma     | Barlovento                | 693   | 54,73 | 6/9        | 1º       | Jacob Qadri Hijazo              | Mayoría absoluta                                                                                             |
| La Palma     | Breña Baja                | 1550  | 51,47 | 7/13       | 1º       | Borja Pérez Sicilia             | Mayoría absoluta                                                                                             |
| La Palma     | Garafía                   | 349   | 37,44 | 4/9        | 1º       | José Ángel Sánchez Rodríguez    | Con el apoyo de Coalición Canaria                                                                            |
| La Palma     | Santa Cruz de La Palma    | 2571  | 33,45 | 7/17       | 1º       | Asier Antona Gómez              | Con el apoyo de Coalición Canaria                                                                            |
| Lanzarote    | Arrecife                  | 4377  | 24,16 | 7/25       | 2º       | Yonathan de León Machín         | Con el apoyo de Coalición Canaria                                                                            |